# Al-Buruj
Al-Buruj  (arabe : سُورَةُ ٱلْبُرُوجِ, français : Les Constellations) est le nom traditionnellement donné à la 85e sourate du Coran, le livre sacré de l'islam. Elle comporte 22 versets. Rédigée en arabe comme l'ensemble de l'œuvre religieuse, elle fut proclamée, selon la tradition musulmane, durant la période mecquoise.

## Origine du nom
Bien que le titre ne fasse pas directement partie du texte coranique, la tradition musulmane a donné comme nom à cette sourate Les Constellations, en référence au contenu du premier verset : « 1. Par le ciel, doté de constellations ! ».

## Historique
Il n'existe à ce jour pas de sources ou documents historiques permettant de s'assurer de l'ordre chronologique des sourates du Coran. Néanmoins selon une chronologie musulmane attribuée à Ǧaʿfar al-Ṣādiq (VIIIe siècle) et largement diffusée en 1924 sous l’autorité d’al-Azhar,, cette sourate occupe la 27e place. Elle aurait été proclamée pendant la période mecquoise, c'est-à-dire schématiquement durant la première partie de l'histoire de Mahomet avant de quitter La Mecque. Contestée dès le XIXe par des recherches universitaires, cette chronologie a été revue par Nöldeke,, pour qui cette sourate est la 22e.
Les sourates de la fin du Coran sont généralement considérées comme appartenant aux plus anciennes. Elles se caractérisent par des particularités propres. Elles sont brèves, semblent issues de proclamations oraculaires (ce qui ne signifie pas, pour autant, qu’elles en sont des enregistrements), elles contiennent de nombreux hapax...
Pour Nöldeke et Schwally, la quasi-totalité des sourates 69 à 114 sont de la première période mecquoise. Neuwirth les classe en quatre groupes supposés être chronologiques. Bien que reconnaissant leur ancienneté, certains auteurs refusent de les qualifier de « mecquoise », car cela présuppose un contexte et une version de la genèse du corpus coranique qui n’est pas tranchée. Cette approche est spéculative.
En effet, ces textes ne sont pas une simple transcription sténographique de proclamation mais sont des textes écrits, souvent opaques, possédant des strates de composition et des réécritures Cela n’empêche pas ces sourates de fournir des éléments contextuels (comme l’attente d’une Fin des Temps imminente chez les partisans de Mahomet). Ces textes sont marqués par une forme de piété tributaire du christianisme oriental.
Un désaccord apparaît sur la composition de cette sourate. La plupart des auteurs considère qu’il s’agit de textes juxtaposés. Blachère considère que cette sourate a connu des interpolations. Pour Neuwirth, la sourate originelle serait composée des versets 1 à 6 et 12 à 22. À l’inverse, pour Cuypers, ce texte n’est pas composite.

## Interprétations
Les gens d’al-Uhdud cités dans cette sourate ont fait l’objet de plusieurs interprétations. Pour certains, point de vue majoritaire des commentateurs musulmans, il s’agit des chrétiens de Najran brûlés vifs dans une fosse. Pour de nombreux savants occidentaux, il faut plutôt y voir une scène du Jugement dernier. Pour Cuypers, les deux ne sont pas obligatoirement exclusifs.
Dye relève deux difficultés de traduction. Le texte parle d’un coran et non du Coran. Pour Hawting, le terme Coran « semble faire référence à quelque chose d’autre que le Coran ». De plus, il est soit dans une table bien conservée, soit il est conservé dans une table. Cette dernière difficulté, ainsi qu’une incohérence de terme, rappelle à l’auteur un passage d’Éphrem où la Table est un titre de Marie : « Joseph escortait la table pure en laquelle habitait le Fils du Créateur » (Hymne sur la Nativité XVI, 17).

Texte de la sourate (Coran datant de 1874)
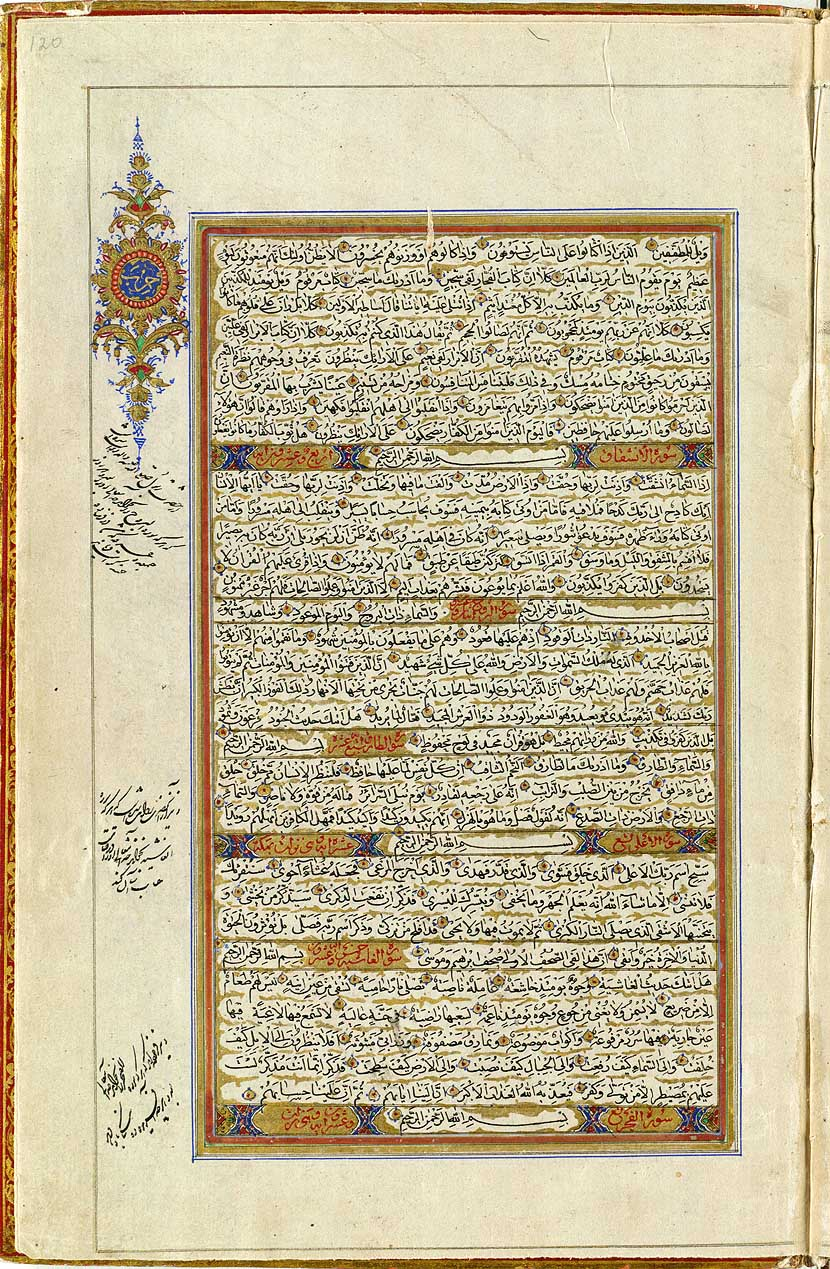